# Raffaello Kramm
Raffaello Kramm (* 30. April 1970 in Berlin) ist ein deutscher Schauspieler.

## Leben
Raffaello Kramm absolvierte eine Schauspielausbildung an der Schauspielschule Charlottenburg in Berlin. Schauspielunterricht hatte er unter anderem bei dem  rumänischen Schauspieler und Schauspiellehrer Valentin Plătăreanu. Außerdem absolvierte Kramm eine Gesangsausbildung bei Jonathan Kinsler.
Unter der Regie von Valentin Plătăreanu spielte Kramm in Berlin den Toffolo in dessen Inszenierung des Lustspiels Krach in Chiozza von Carlo Goldoni. Im Theater des Westens trat Kramm als Mr. Lowprice in dem Erfolgsmusical Vom Geist der Weihnacht auf.
Sein Fernsehdebüt gab Kramm 1993 in einer Nebenrolle in dem ARD-Fernsehfilm Die Botschafterin. Es folgte eine Episodenhauptrolle in der ZDF-Fernsehserie Mona M. – Mit den Waffen einer Frau an der Seite von Simone Thomalla.
Bekanntheit erlangte Kramm vor allem in der durchgehenden Serienhauptrolle des  Polizeiermittlers  Vittorio del Favero in der RTL-Action- und Krimiserie SK-Babies, wo er gemeinsam mit Fabian Harloff und Johannes Terne von 1996 bis 1999 spielte.
2008 war Kramm in der TV-Komödie Willkommen im Westerwald und 2008/2009 in einer Episodenrolle in der RTL-Soap Gute Zeiten, schlechte Zeiten zu sehen.
Kramm wirkte für das Kino 2003 auch in der Trashfilmproduktion Detective Lovelorn und die Rache des Pharao als antiker Folterknecht Chebab mit. Außerdem wurde er für mehrere Werbespots verpflichtet.

## Filmografie (Auswahl)
- 1994: Ihre Exzellenz, die Botschafterin (Fernsehserie, 1 Folge)
- 1996: Mona M. – Mit den Waffen einer Frau
- 1996–1999: SK-Babies
- 2001: Der Fahnder
- 2003: Detective Lovelorn und die Rache des Pharao
- 2007: Willkommen im Westerwald
- 2008–2009: Gute Zeiten, schlechte Zeiten